# 고양이 중독
〈고양이 중독〉(일본어: 猫中毒 네코츄도쿠[*])은 테고마스의 7번째 싱글이다.

## 개요
전작 〈안녕에 안녕〉으로부터, 대략 2개월 만의 싱글이다.
초회반 A·초회반 B·통상반의 3형태로 발매되었다.

## 수록곡

### 초회반 A
CD
1. 猫中毒 / 고양이 중독
작사: Puru / 작곡: Daan Speelman, Joost Speelman, Lars Boom / 편곡: 후나야마 모토키
2. 猫中毒 (テゴ・カラ) / 고양이 중독 (테고 가라오케)

DVD
1. 〈고양이 중독〉 Music Clip & Making [약 20분]

### 초회반 B
CD
1. 猫中毒 / 고양이 중독
2. 猫中毒 (マス・カラ) / 고양이 중독 (마스 가라오케)

DVD
1. 테고마스 선생님의 캣니스(Catness) 비디오 [약 15분]

### 통상반
CD
1. 猫中毒 / 고양이 중독
2. シュプレヒコール / 슈프레히코르
작사: Satomi / 작곡: 코마츠 키요토 / 편곡: 이시즈카 토모키
3. 花に想いを / 꽃에 마음을
작사·작곡: 스즈키 켄타로 / 편곡: 이시즈카 토모키
4. 猫中毒 (オリジナル・カラオケ) / 고양이 중독 (오리지널 가라오케)